# Coptocercus spinithoracicus
Coptocercus spinithoracicus är en skalbaggsart som beskrevs av Wang 1995. Coptocercus spinithoracicus ingår i släktet Coptocercus och familjen långhorningar. Inga underarter finns listade i Catalogue of Life.